# Comté de Limbourg-sur-la-Lenne
Pour les articles homonymes, voir Limbourg (homonymie).
Ne doit pas être confondu avec Comté de Limbourg.
1246
Entités précédentes :
- Comté d'Isemberg 
Comté d'Altena 
Duché de Limbourg

Entités suivantes :
- Royaume de Prusse

Le comté de Limbourg comprenait de petites parcelles de terrain dans les environs de Hagen, dont l'un des quartiers est Limbourg-sur-la-Lenne, en allemand Limburg an der Lenne, Schwerte et Iserlohn en Rhénanie du Nord-Westphalie. Il ne faut pas le confondre avec le duché de Limbourg en Belgique et aux Pays, même si c'est à cause de lui que le comté porte le nom de Limbourg.
Thierry d'Altena-Isenberg, fils de Frédéric d'Isenberg et Sophie de Limbourg, fille du duc Walram III de Limbourg, a reçu une partie du territoire de son père avec le soutien de son oncle Henri IV de Limbourg en 1242. En 1289, il construisit un château auquel il donne le nom de Limbourg issu de sa lignée maternelle. Il a également entre autres possédé la seigneurie de Styrum.
Après la mort de Thierry en 1301, ses fils se partagèrent son domaine : 
- Johan reçut Styrum. Styrum a été mentionné comme immédiateté impériale en 1442. Ils acquièrent également les seigneuries de Bedburg et de Hackenbroich près de Dormagen. En 1635, ils héritèrent de la seigneurie de Gemen à Borken. En 1801, après la disparition de la lignée Gemen des comtes de Limburg-Styrum, la seigneurie de Gemen revient à Alois von Boineburg-Bömelberg.

- Eberhard I reçut le comté de Limbourg sur la Lenne. Après l’acquisition de Broich (à Mülheim) en 1372, elle devint la branche Limbourg-Broich (1372 - 1511). Descendants: Famille Gelderse du Limbourg, non titrée.

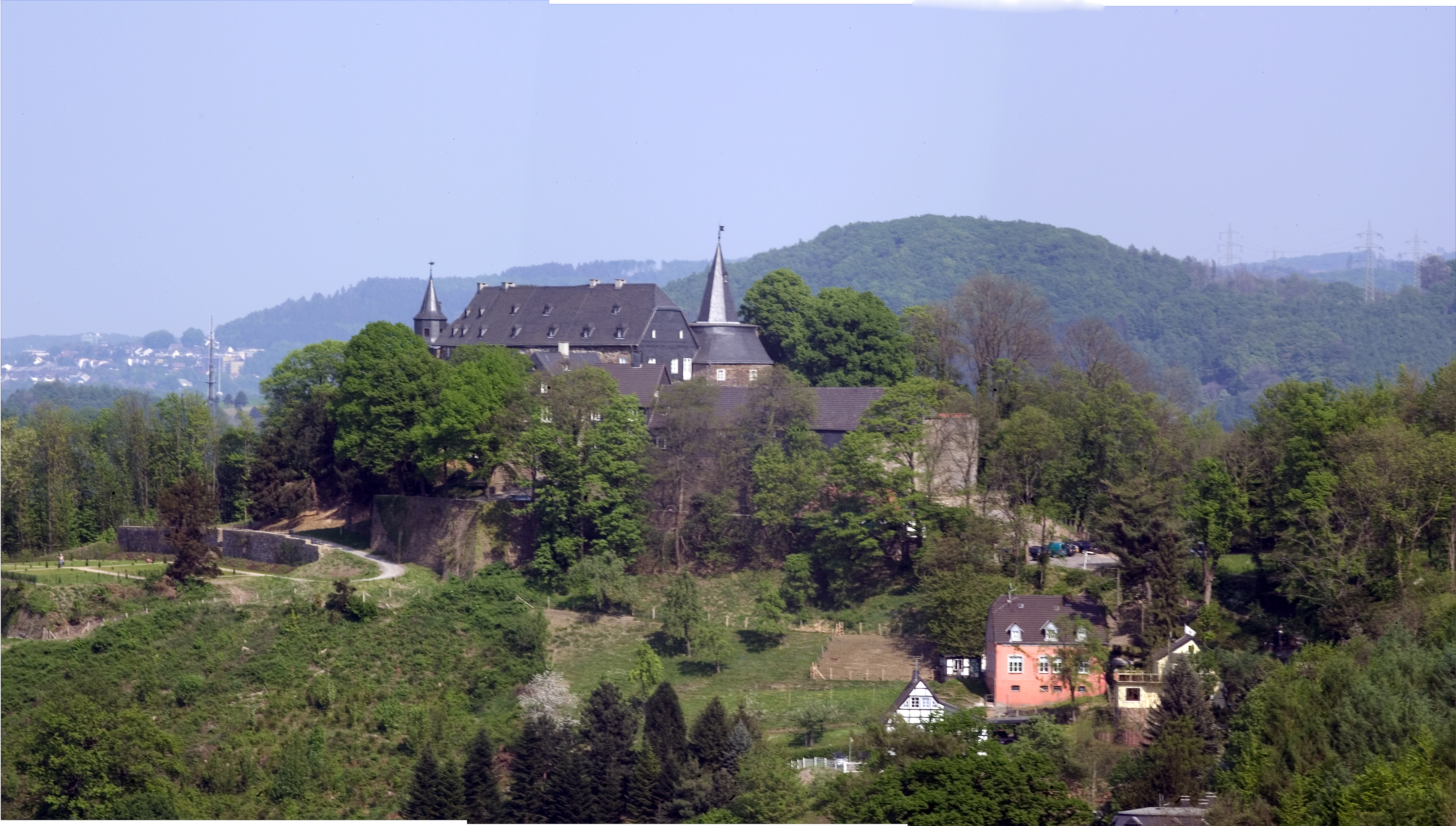
Le château de Limbourg-sur-la-Lenne (Hohenlimbourg)
Limbourg-sur-la-Lenne avec la Lenne au premier plan

Le comté était désormais hérité par la lignée féminine depuis plusieurs générations:
Maria, comtesse de Limbourg (avant 1470-après 1525), a épousé Sébastien comte de Sayn. Leur fille, Irmgard comtesse de Sayn (1482-1551), fut adoptée par son oncle Johann comte de Limbourg (vers 1464-1511), seigneur de Broich, Bürgel et Hackenbroich. En 1505, elle épousa Wirich V, comte de Daun et Falkenstein. Leur fille, Amöna (Amelia), comtesse de Daun (vers 1520-1582), comtesse de Limbourg, épousa Gumprecht, comte de Neuenahr (vers 1503-1556), seigneur d'Alpen, Linnep et Helpenstein en 1542. En 1543, il devient co-comte de Limbourg. 
Leur fils était à son tour Adolphe de Neuenahr, comte de Neuenahr et co-comte de Limbourg et de Meurs, seigneur d'Alpen, Linnep, Helpenstein et Hackenbroich (vers 1554-1589). Il épouse la veuve de Philippe de Montmorency et combat aux côtés des Pays-Bas indépendants contre les Espagnols au début de la Guerre de Quatre-Vingts Ans. Les troupes du nouvel archevêque de Cologne, Ernest de Bavière, occupèrent tous ses châteaux, y compris Limbourg, et le fief lui fut dépouillé. L'occupation ne fut abandonnée qu'en 1610 sous la pression des Pays-Bas. Le comte Adolphe n'ayant pas d'enfants et sa sœur Amélie étant déjà décédée, le comté revient à la sœur restante Madeleine de Neuenahr-Alpen. Celle-ci a épousé le comte Arnold IV de Bentheim en 1573. Tous deux eurent sept fils et quatre filles. La famille tint cour alternativement à Bentheim, Steinfurt et, dans la vieillesse, surtout à Tecklembourg. 
La ligne Bentheim-Tecklembourg hérite du comté de Limbourg en 1654. En 1756, la résidence principale a été déplacée du château de Limbourg au château de Rheda. 
Le traité de la confédération du Rhin du 12 juillet 1806 place le comté du Limbourg sous la souveraineté du Grand-Duché de Berg : c'est la médiatisation. Le Congrès de Vienne de 1815 a ajouté la région au royaume de Prusse. Le comte Emil Friedrich de Bentheim-Tecklembourg-Rheda est élevé au rang héréditaire de prince (« Fürst ») en 1817 pour compenser la perte de sa souveraineté. La ville de Limbourg sur la Lenne a été renommée Hohenlimbourg en 1879 et fait maintenant partie de la ville de Hagen. Les châteaux de Hohenlimburg et de Rheda appartiennent encore aujourd'hui à la Maison princière de Bentheim-Tecklembourg.